# 1984 في الإكوادور
فيما يلي قوائم الأحداث التي وقعت خلال عام 1984 في الإكوادور.

## سياسة

### تعيين في المنصب
- 10 أغسطس – عبد الله بوكرم Mayor of Guayaquil  [لغات أخرى]‏.

### انتهاء فترة المنصب
- 10 أغسطس – جوستافو نوبوا حاكم غاياس [الإنجليزية]‏.

## مواليد

### يونيو
- 18 يونيو – أرماندو باريديس لاعب كرة قدم إكوادوري.

### يوليو
- 1 يوليو – فيكتور ماسياس لاعب كرة قدم إكوادوري.

## وفيات

### أبريل
- 20 أبريل – أوتو أروسيمينا (مواليد 1925) رئيس الإكوادور.

### نوفمبر
- 1 نوفمبر – رامون كاسترو خيخون (مواليد 1915) سياسي إكوادوري.